# Герольфінген
Герольфінген (нім. Gerolfingen) — громада в Німеччині, розташована в землі Баварія. Підпорядковується адміністративному округу Середня Франконія. Входить до складу району Ансбах. Складова частина об'єднання громад Гессельберг.
Площа — 12,59 км2. Населення становить 954 ос. (станом на 31 грудня 2020).